# 이해국
이해국(李海菊, 1926년 11월 4일 ~ 1950년 9월 28일)은 일제강점기의 조선귀족으로, 본관은 전주, 본적은 경성부 종로이며 자작 이재곤의 손자이다.
1943년 11월 1일 자신의 할아버지였던 이재곤이 받은 자작 작위를 승계받았으며 광복 이후인 1949년 반민족행위특별조사위원회에 체포되어 조사를 받은 뒤 기소 처분을 받았다. 1950년 4월 25일에 열린 반민재판 공판에 회부되기도 했지만 한국 전쟁으로 인해 중단되었다. 친일파 708인 명단의 조선귀족 부문, 민족문제연구소의 친일인명사전 수록자 명단의 수작/습작 부문에 포함되었다.

## 참고 자료
- 민족문제연구소 (2009). 〈이해국〉. 《친일인명사전 3 (ㅇ ~ ㅎ)》. 서울. 220쪽.